# Walerian Fjodorowitsch Perewersew
Walerian Fjodorowitsch Perewersew (russisch Валерьян Фёдорович Переверзев; geb. 5. Oktoberjul. / 17. Oktober 1882greg. in Bobrow; gest. 5. Mai 1968 in Moskau) war ein sowjetischer Literaturwissenschaftler. Ab 1921 war er Professor an der Moskauer Staatsuniversität.

## Leben und Wirken
Von 1901 bis 1905 studierte Perewersew Physik und Mathematik an der Universität Charkow, wurde jedoch wegen seiner Teilnahme an revolutionären Aktivitäten von der Universität ausgeschlossen und ins sibirische Dorf Narym verbannt. 1911 kehrte er nach Moskau zurück und arbeitete nach der Oktoberrevolution 1917 als Lehrer und Gelehrter. Er war Redakteur der ersten drei Ausgaben der Literarischen Enzyklopädie (Литературная энциклопедия), von 1928 bis 1930 zudem auch Professor am Institut der Roten Professur. Seine wichtigsten Arbeiten befassten sich mit Gogol, Dostojewski und Gontscharow.